# Йончхон (станция метро)
«Йончхон» (кор. 연천역) — станция железнодорожной линии Кёнвонсон. Конечная станция линии 1 электрифицированного железнодорожного транспорта столичного региона. Самая северная станция Сеульского столичного метрополитена, находящаяся по адресу: Yeoncheon-ro 275, Chatan-ri 34-567; провинции Кёнгидо, уезда Йончхон. Станция обслуживается корпорацией железных дорог(Korail). На станции установлены платформенные раздвижные двери.
Пассажиропоток — 3942 чел/день (2023)